# Dicranota iranensis
Dicranota iranensis är en tvåvingeart som först beskrevs av Alexander 1975.  Dicranota iranensis ingår i släktet Dicranota och familjen hårögonharkrankar. Inga underarter finns listade i Catalogue of Life.